# Villard-sur-Doron
Pour les articles homonymes, voir Villard.
Villard-sur-Doron est une commune française située dans le département de la Savoie, en région Auvergne-Rhône-Alpes.

## Géographie
Ce village est situé dans le Beaufortain et comprend une station de ski, Bisanne 1500, connecté au domaine des Saisies. Il est situé dans la vallée du Doron de Beaufort.

## Urbanisme

### Typologie
Au 1er janvier 2024, Villard-sur-Doron est catégorisée commune rurale à habitat dispersé, selon la nouvelle grille communale de densité à sept niveaux définie par l'Insee en 2022.
Elle appartient à l'unité urbaine de Beaufort, une agglomération intra-départementale regroupant trois  communes, dont elle est une commune de la banlieue,,. La commune est en outre hors attraction des villes,.

### Occupation des sols
L'occupation des sols de la commune, telle qu'elle ressort de la base de données européenne d’occupation biophysique des sols Corine Land Cover (CLC), est marquée par l'importance des forêts et milieux semi-naturels (74,5 % en 2018), en diminution par rapport à 1990 (76,3 %). La répartition détaillée en 2018 est la suivante : 
forêts (63,2 %), prairies (17,4 %), milieux à végétation arbustive et/ou herbacée (10,9 %), zones agricoles hétérogènes (6,5 %), espaces verts artificialisés, non agricoles (1,3 %), espaces ouverts, sans ou avec peu de végétation (0,4 %), zones urbanisées (0,2 %).
L'IGN met par ailleurs à disposition un outil en ligne permettant de comparer l’évolution dans le temps de l’occupation des sols de la commune (ou de territoires à des échelles différentes). Plusieurs époques sont accessibles sous forme de cartes ou photos aériennes : la carte de Cassini (XVIIIe siècle), la carte d'état-major (1820-1866) et la période actuelle (1950 à aujourd'hui).

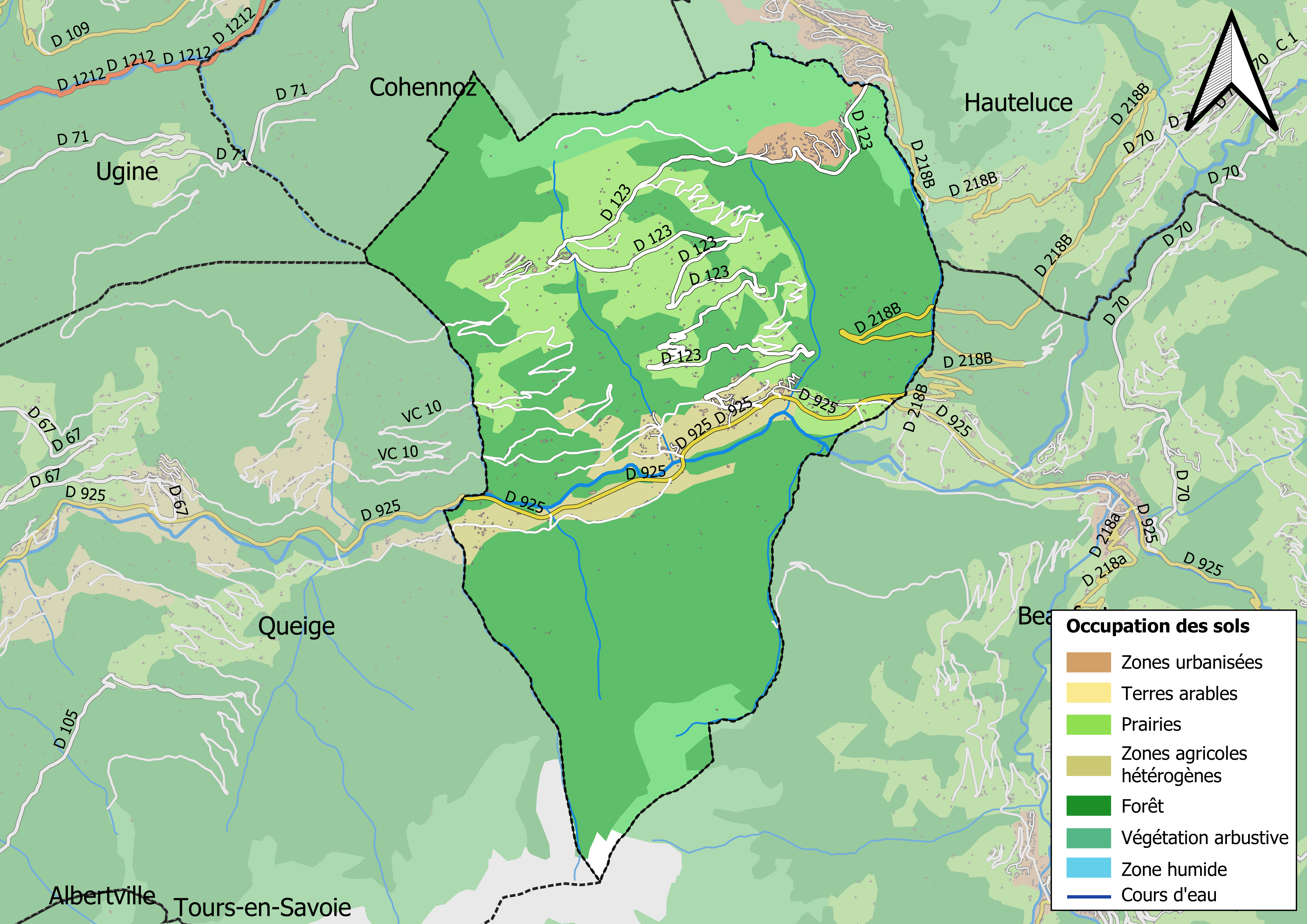
Carte des infrastructures et de l'occupation des sols en 2018 (CLC) de la commune.
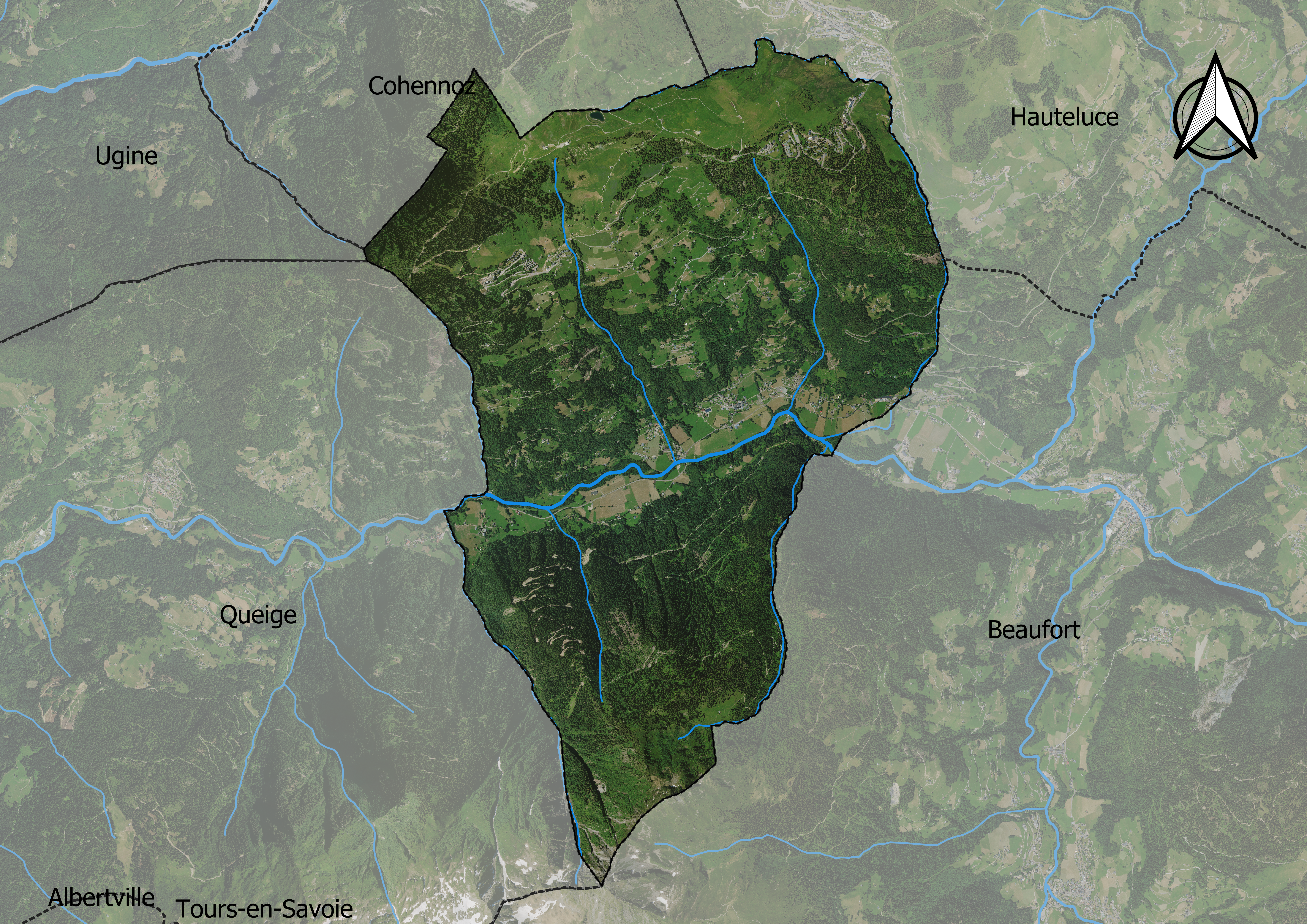
Carte orthophotogrammétrique de la commune.

## Toponymie
Le chanoine Garin observe que le nom n'est pas très ancien. Les formes anciennes du toponyme sont Ecclesia de Villars (1344), Parrochia Villaroirum Bellifortis (1502), Communitas Sancti Petri Villariorum (1529), Villard de Beaufort (1556), Paroisse du Villard (1580),.
Villard trouve son origine du bas latin villare ou villarium, désignant une dépendance d'une villa, et qui tendra à désigner un hameau ou un village,. Villard étant un toponyme répondu, notamment en Savoie, il est distingué par la situation du territoire sur les rives du Doron de Beaufort.
En francoprovençal, le nom de la commune s'écrit Vlor chu Doron, selon la graphie de Conflans.

## Histoire
Le nom de la paroisse du Villard est connu par le pouillé de 1344.

### Les marchands joailliers
Au Moyen Âge, le Beaufortain, comme toutes les régions de Savoie, était une terre d’émigration saisonnière dont l’exode de novembre à mai permettait de ramener de l’argent et surtout de baisser la consommation de denrées alimentaires dans le foyer familial.
Les marchands joailliers de Villard étaient des commis voyageurs qui approvisionnaient le réseau des joailliers entre Genève, le Jura et diverses villes de France. On en comptait plus de douze dans la paroisse. Nombreux sont ceux qui firent fortune par la suite et devinrent les banquiers providentiels de leur terre natale. 
Peu de signes de richesse sur ces gens-là mais ils mirent un point d’honneur à posséder de belles maisons, d’abord dans leur village, puis à Conflans (cité médiévale au-dessus d’Albertville), des terrains d’alpage (créant par la même une surélévation des prix). Ils fondèrent une « régence » (école) en 1752 et veillèrent au « pardon de leurs fautes » en finançant généreusement les rénovations des édifices religieux (églises, chapelles). En 1776, Jean-Marie Molliex fit exhausser le clocher et le fit recouvrir de fer blanc !
L’un d’entre eux fut anobli en 1777 : Claude Perrier-BollIet, originaire du hameau du Mont-de-Villard qui devint « noble Claude Perrier, baron de la Bathie »… En effet, en 1774 ce riche marchand joaillier acquit une maison à Conflans (à l’angle de la Grande rue), puis, l’année suivante, il acheta un fief démembré de la Couronne à la Bathie et avec titre de baronnie, et enfin, les armoiries lui furent accordées le 9 juin 1777.

## Politique et administration
| Période                                  | Période   | Identité        | Étiquette | Qualité     |
| ---------------------------------------- | --------- | --------------- | --------- | ----------- |
| mars 2001                                | mars 2008 | Paul Berthod    | ...       | ...         |
| mars 2008                                | En cours  | Emmanuel Huguet | DVD       | Agriculteur |
| Les données manquantes sont à compléter. |           |                 |           |             |

## Démographie
L'évolution du nombre d'habitants est connue à travers les recensements de la population effectués dans la commune depuis 1793. Pour les communes de moins de 10 000 habitants, une enquête de recensement portant sur toute la population est réalisée tous les cinq ans, les populations de référence des années intermédiaires étant quant à elles estimées par interpolation ou extrapolation. Pour la commune, le premier recensement exhaustif entrant dans le cadre du nouveau dispositif a été réalisé en 2004.

En 2022, la commune comptait 683 habitants, en évolution de −4,07 % par rapport à 2016 (Savoie : +3,63 %, France hors Mayotte : +2,11 %).
| 1793 | 1800  | 1806 | 1822  | 1838  | 1848  | 1858 | 1861 | 1866  |
| ---- | ----- | ---- | ----- | ----- | ----- | ---- | ---- | ----- |
| 905  | 1 043 | 838  | 1 069 | 1 140 | 1 228 | 987  | 990  | 1 017 |

| 1872 | 1876 | 1881 | 1886  | 1891 | 1896 | 1901 | 1906 | 1911 |
| ---- | ---- | ---- | ----- | ---- | ---- | ---- | ---- | ---- |
| 964  | 972  | 967  | 1 002 | 960  | 888  | 890  | 857  | 871  |

| 1921 | 1926 | 1931 | 1936 | 1946 | 1954 | 1962 | 1968 | 1975 |
| ---- | ---- | ---- | ---- | ---- | ---- | ---- | ---- | ---- |
| 781  | 811  | 764  | 774  | 784  | 787  | 907  | 853  | 615  |

| 1982 | 1990 | 1999 | 2004 | 2006 | 2009 | 2014 | 2019 | 2022 |
| ---- | ---- | ---- | ---- | ---- | ---- | ---- | ---- | ---- |
| 588  | 554  | 641  | 683  | 682  | 656  | 690  | 705  | 683  |

## Culture locale et patrimoine

### Lieux et monuments

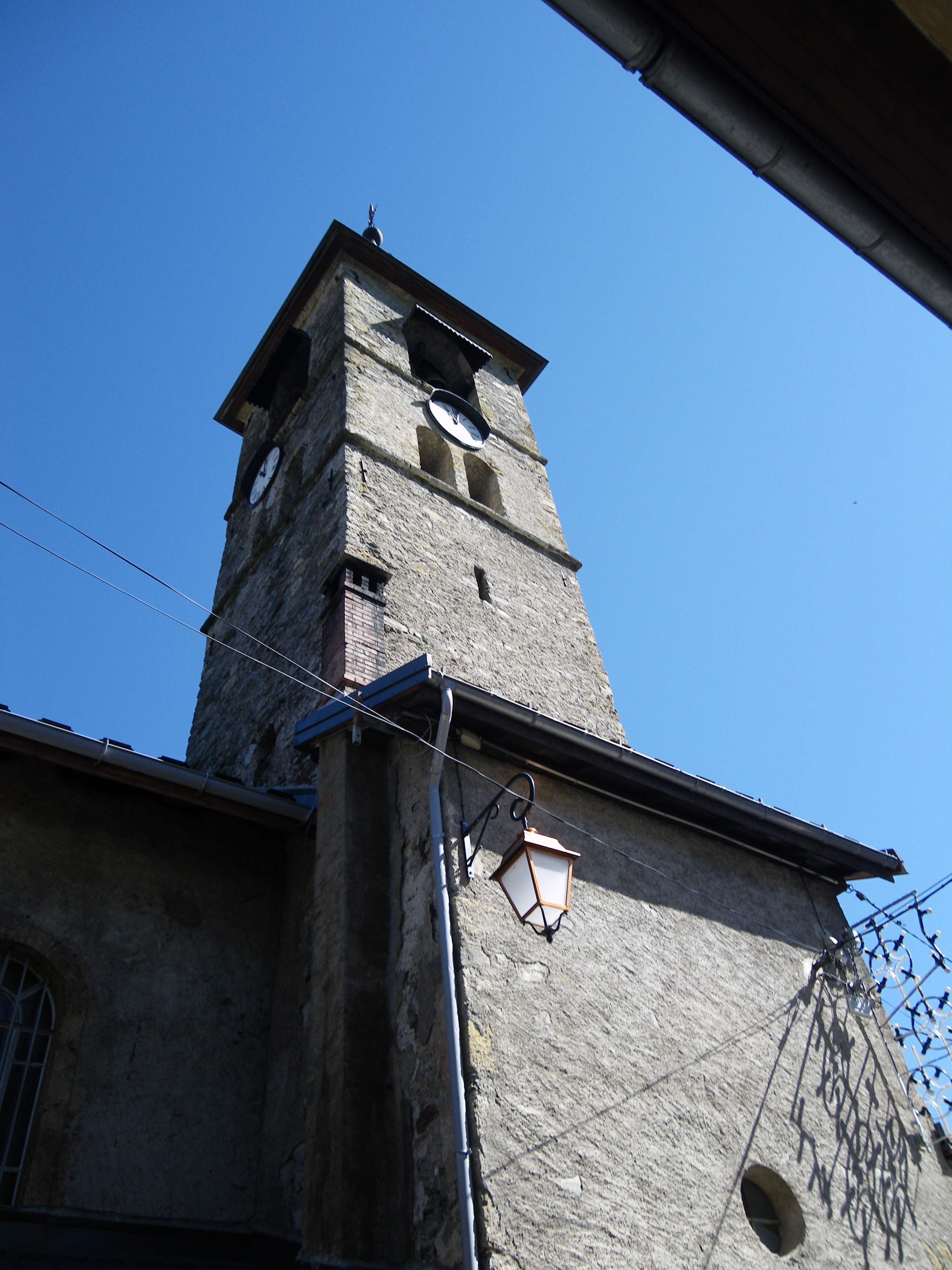
Clocher de l'église.

Un cœur de village autour de l'église Saint-Pierre, construite en 1672. La mairie dans un bâtiment rénové datant de 1606, des hameaux avec leurs fermes et chalets d'alpages et une station de ski : « Bisanne 1500 ».
- Indice d'un ancien châtelet dit de Villard.

Sur la place de l'église, l'ancien bureau de poste, rénové par la municipalité, a été transformé en 2013 en café associatif, le Villard Café,, : café, lieu de rencontres, d'animation, lieu d'exposition (Évelyne Michel au premier trimestre 2025), lieu de conférences, de concerts, etc..

### Personnalités liées à la commune
- Claude Perrier-Bolliet, originaire du hameau du Mont-de-Villard, marchand joaillier devenu « noble Claude Perrier, baron de la Bathie »[22].
- Charles Antoine Mansord (1756-1832), avocat et jurisconsulte, député, maire de Chambéry en 1792 est donné comme natif de la commune notamment par les historiens[23],[24],[25], alors qu'il serait né à Chambéry selon un registre des baptêmes[26],[27].
- Marie Bochet, skieuse handisport, ayant obtenu huit titres paralympiques et 22 titres mondiaux.
- Julia Simon, biathlète, médaillée olympique et ayant obtenu six titres mondiaux.